# Klaus Lehnertz
Klaus Lehnertz (Solingen, 13 aprile 1938) è un ex astista tedesco.

## Palmarès
| Anno                                              | Manifestazione  | Sede  | Evento           | Risultato | Prestazione | Note |
| ------------------------------------------------- | --------------- | ----- | ---------------- | --------- | ----------- | ---- |
| In rappresentanza della Squadra Unificata Tedesca |                 |       |                  |           |             |      |
| 1964                                              | Giochi olimpici | Tokyo | Salto con l'asta | Bronzo    | 5,00 m      |      |